# Nitruro de titanio aluminio

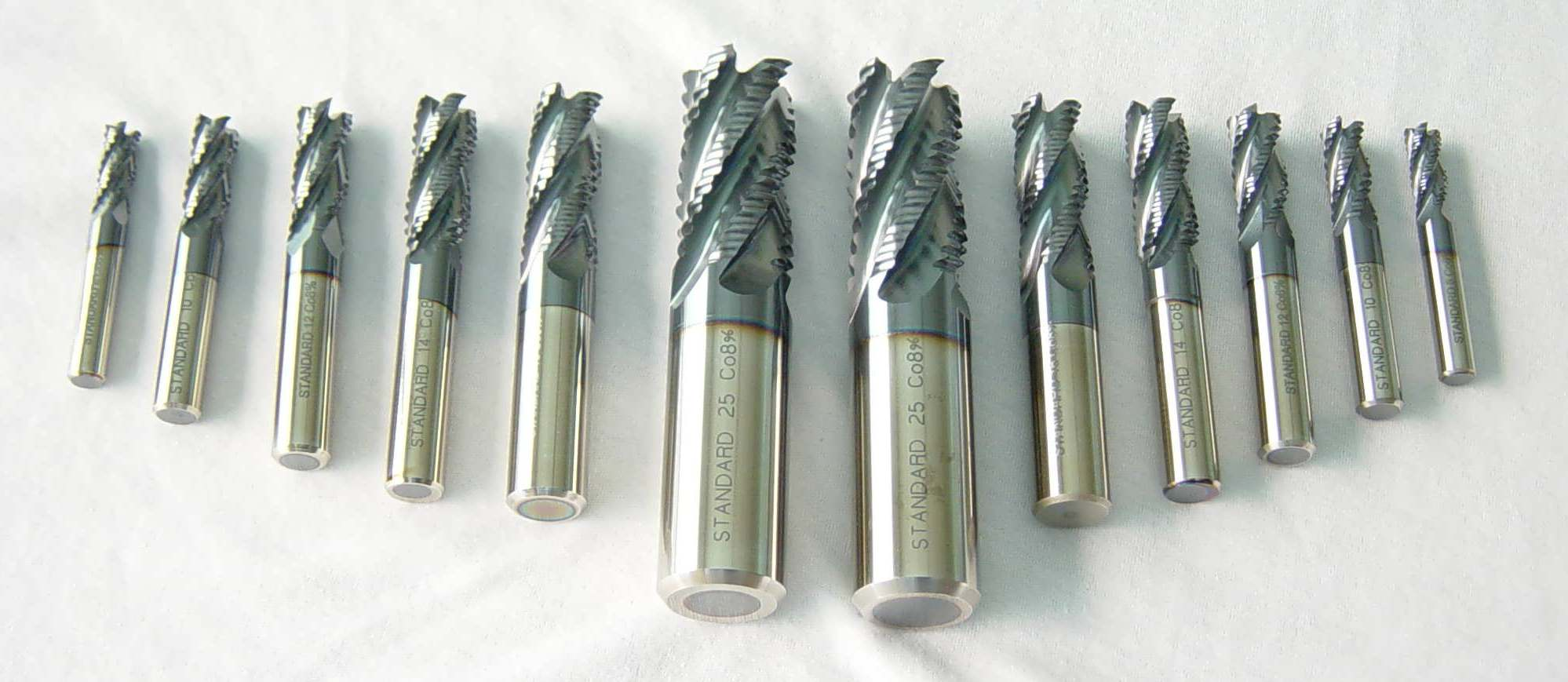
Aluminium titanium nitride (AlTiN) coated endmills using cathodic arc deposition technique

El nitruro de titanio aluminio ( TiAlN ) o nitruro de aluminio titanio ( AlTiN ;. para los contenidos de aluminio superiores al 50%) representa un grupo de recubrimientos duros metaestables que consiste de los elementos metálicos aluminio y titanio, y nitrógeno. Existen cuatro composiciones importantes, según el contenido de metal del 100%, se depositan en escala industrial por métodos de deposición física de vapor:
- Ti50Al50N (industrialmente introducido por la empresa CemeCoat (ahora Cemecon) Aquisgrán, BRD, grupo T. Leydecker ca. 1989)
- Al55Ti45N (industrial presentado por la empresa Metaplas Ionon (ahora Sulzer Metaplas), Bergisch Gladbach, BRD, grupo J. Vetter ca. 1999)
- Al60Ti40N (industrialmente introducido por la empresa Kobe Steel, Kobe, Japón, CA. 1992)
- Al66Ti34N (industrial presentado por la empresa Metaplas (ahora Sulzer Metaplas) grupo J. Vetter ca. 1996).

Las razones fundamentales por las que los recubrimientos TiAlN superan recubrimientos de nitruro de titanio TiN puro son:
- Aumento de la resistencia a la oxidación a temperaturas elevadas debido a la formación de una capa protectora de óxido de aluminio en la superficie.
- El aumento de la dureza en las películas recién depositados debido a los cambios microestructura y endurecimiento por solución sólida
- Edad endurecimiento de los recubrimientos a temperaturas típicas de la operación de corte herramientas debido a la descomposición espinodal de TiAlN en TiN y AlN cúbico

La edad endurecimiento fenómenos se ha demostrado que se originan en una falta de coincidencia en la estructura electrónica de la mecánica cuántica de TiN y AlN.
Los recubrimientos se depositan en su mayoría por deposición mediante arco catódico o pulverización catódica con magnetrón. A pesar de que la mayoría de los recubrimientos de TiAlN y AlTiN se sintetizan industrialmente usando objetivos de aleación con porcentajes específicos de aluminio y titanio es posible producir recubrimientos de TiAlN con puras de Al y Ti objetivos utilizando una técnica de deposición por arco catódico. TiAlN y AlTiN recubrimientos de Al puro y puro Ti objetivos por el depósito por arco catódico se han producido industrialmente por NanoShield PVD Tailandia desde 1999. Mediante el uso de tecnología de objetivo específico es posible ofrecer más flexibilidad en cuanto a la estructura y composición del recubrimiento.
Algunas características de Al66Ti34N son:
- Dureza Vickers 2600 a 3300 HV.
- Estabilidad de fase alrededor de 850 °C, inicio de la descomposición en AlN + TiN.
- La intensa oxidación comienza alrededor de 800 °C (aprox. 300 °C más alta que para el TiN).
- Menor conductividad eléctrica y térmica que el TiN .
- Espesor típico del recubrimiento alrededor de (1 a 7) micras.

Un tipo de recubrimiento comercial utilizado para mejorar la resistencia al desgaste de carburo de tungsteno herramientas es la AlTiN-Saturn de Sulzer Metaplas.
Los revestimientos son a veces dopados con al menos uno de los elementos carbono, silicio, boro, oxígeno o itrio con el fin de mejorar las propiedades seleccionadas para aplicaciones específicas. Estos revestimientos también se utilizan para crear sistemas de múltiples capas. Por ejemplo, pueden ser utilizados en combinación con TiSiXN como los utilizados en la familia de recubrimiento Mpower de Sulzer Metaplas. Los tipos de revestimiento mencionados anteriormente se aplican para proteger herramientas, incluyendo herramientas especiales para aplicaciones médicas. También se utilizan como acabados decorativos.
Un derivado de la tecnología de recubrimiento TiAlN es el nanocompuesto TiAlSiN (aluminio titanio nitruro de silicio) que fue desarrollado por SHM en la República Checa y ahora comercializado por Platit de Suiza. El recubrimiento TiAlSiN nanocompuesto presenta superduro dureza y excelente capacidad de trabajo de alta temperatura.